# 圣马尔迪代塞尔 (马耶讷省)
圣马尔迪代塞尔（法語：Saint-Mars-du-Désert，法語發音：[sɛ̃ maʁ dy dezɛʁ] ⓘ）是法国马耶讷省的一个市镇，属于马耶讷区。

## 地理
圣马尔迪代塞尔（48°17'38"N, 0°9'31"W）面积11.87 平方千米，位于法国卢瓦尔河地区大区马耶讷省，该省份为法国西北部内陆省份，北起芒什省和奧恩省，西接伊勒-维莱讷省，南至曼恩-卢瓦尔省，东临萨尔特省。
与圣马尔迪代塞尔接壤的市镇（或旧市镇、城区）包括：圣欧班迪代塞尔、库尔西泰、圣日尔曼德库拉梅。

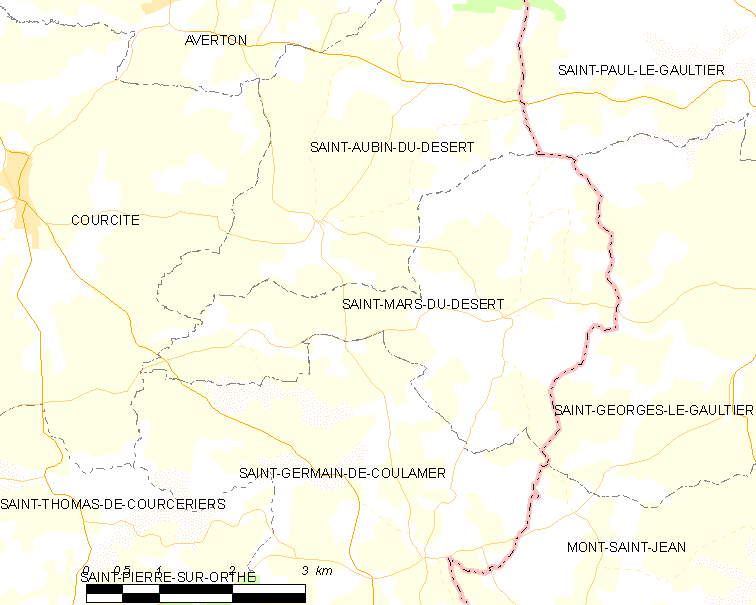
的OSM定位图

圣马尔迪代塞尔的时区为UTC+01:00、UTC+02:00（夏令时）。

## 行政
圣马尔迪代塞尔的邮政编码为53700，INSEE市镇编码为53236。

## 政治
圣马尔迪代塞尔所属的省级选区为维莱讷拉瑞埃勒县。

## 人口

1962-2008年间人口变化图示

圣马尔迪代塞尔于2022年1月1日时的人口数量为166人。